# Miaplacidus
Miaplacidus (Beta Carinae, β Car) – druga co do jasności gwiazda w gwiazdozbiorze Kila (wielkość gwiazdowa: 1,67m). Odległa od Słońca o około 113 lat świetlnych.

## Nazwa
Gwiazda ta ma nazwę własną Miaplacidus, której znaczenie nie jest zupełnie jasne. Ma ona nowożytne pochodzenie. Może ona oznaczać „spokojne, łagodne wody” (gwiazda tworzy część Kila Okrętu Argo), ale tylko rdzeń placidus jest pewny. Międzynarodowa Unia Astronomiczna w 2016 roku formalnie zatwierdziła użycie nazwy Miaplacidus dla określenia tej gwiazdy.

## Charakterystyka
Jest to olbrzym o wielkości absolutnej równej −1,01m. Należy do typu widmowego A1 III. Temperatura jego powierzchni to około 9100 K. Jest to gwiazda 210 razy jaśniejsza od Słońca i trzykrotnie masywniejsza od niego. Na podstawie pomiaru rozmiaru kątowego promień Miaplacidusa ocenia się na 5,83 promienia Słońca. Nie otacza go dysk pyłowy, częsty u gwiazd tego typu widmowego. Gwiazda ma około 350 milionów lat i jej jądro obecnie tworzy niemal wyłącznie hel. Synteza helu w węgiel rozpocznie się za około 2,5 miliona lat, a gwiazda stanie się czerwonym olbrzymem.
Gwiazda ta jest niewidoczna z szerokości geograficznych powyżej 20° N, w tym z całego terenu Polski.